# Nacionalidad checa

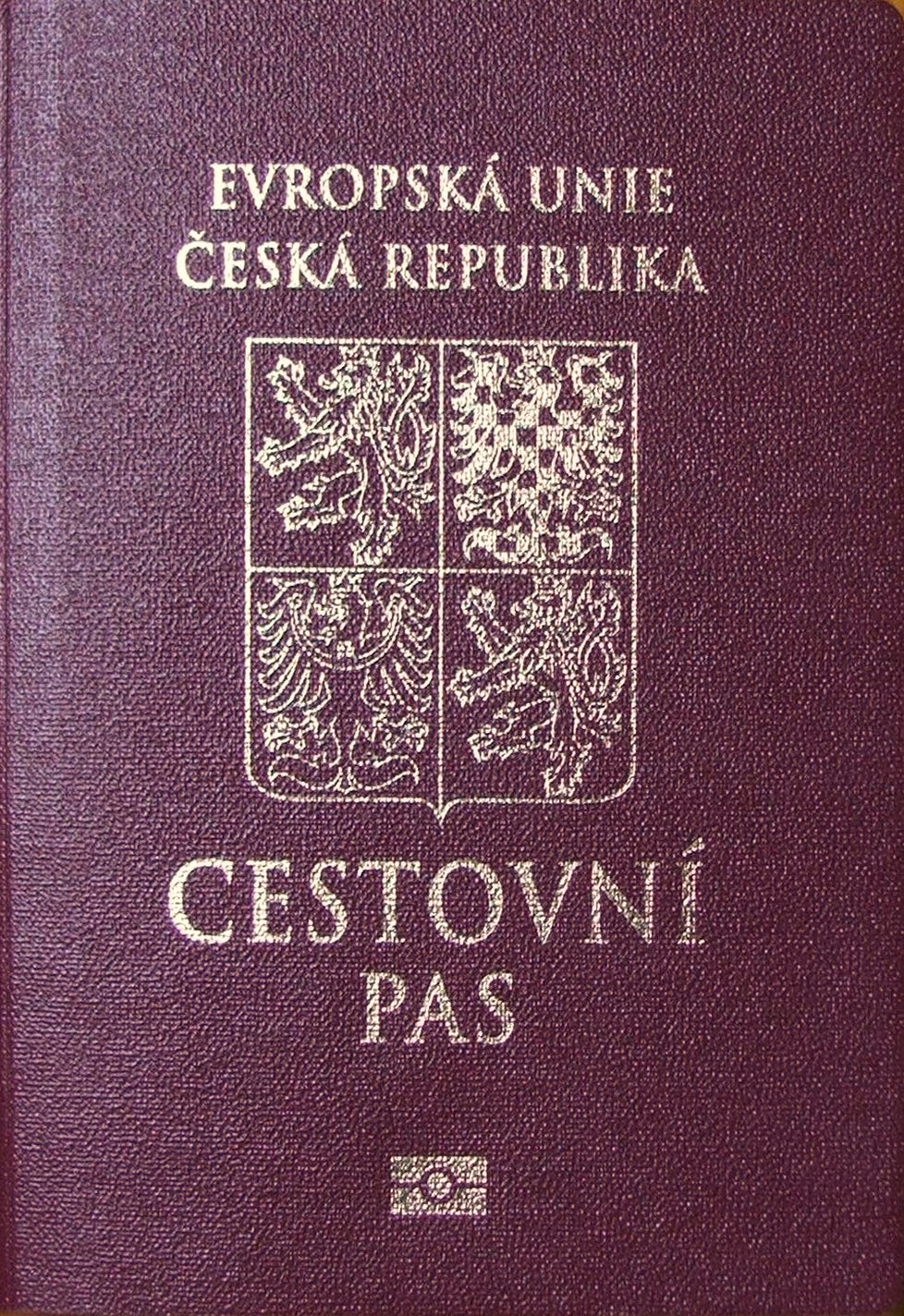
Pasaporte biométrico checo

La nacionalidad o ciudadanía checa es el vínculo jurídico que liga a una persona física con la República Checa y que le atribuye la condición de ciudadano.
La ley de nacionalidad checa, la cual está basada en el concepto jurídico de ius sanguinis (derecho de sangre), entró en vigor el 1 de enero de 1993, fecha de la disolución de Checoslovaquia, y fue modificada en 1993, 1995, 1996, 1999, 2002, 2003, 2005, 2013 y 2019. 
Desde el 1 de enero de 2014, se permite la doble nacionalidad bajo la ley checa. Todos los ciudadanos checos son automáticamente ciudadanos de la Unión Europea.

## Adquisición

### Por nacimiento en Chequia
Se concede la ciudadanía checa a un niño nacido en el territorio de la República Checa si de otro modo sería apátrida, y si cuyos padres no tienen hogar y al menos uno de ellos posee, al día del nacimiento del niño, un permiso para residir en Chequia por un período superior a noventa días.

### Por ser encontrado en Chequia
Un niño menor de 3 años encontrado en Chequia, cuya identidad no se haya podido determinar, adquiere la ciudadanía checa el día en el que fue encontrado, a menos que las autoridades revelen, dentro de los seis meses posteriores al hallazgo del niño, que este ha adquirido la ciudadanía de otro país. En caso de dudas sobre la fecha en la que fue encontrado, el Ministerio del Interior decidirá la fecha de adquisición de la ciudadanía de conformidad con los procedimientos iniciados por las autoridades o previa solicitud presentada por el representante legal o custodio legal del niño.
También se concede la ciudadanía a una persona mayor de 3 años encontrada en Chequia, cuya identidad no se haya podido determinar debido a su falta de habilidades cognitivas o discapacidad, a menos que las autoridades revelen, dentro de los seis meses posteriores al hallazgo de la persona, que esta ha adquirido la ciudadanía de otro país.

### Por ascendencia
Un niño nacido de una madre con ciudadanía checa, o de una madre extranjera cuyo esposo sea ciudadano checo, adquiere automáticamente la nacionalidad checa, independientemente del lugar de nacimiento. El niño no perderá la ciudadanía, incluso si se descubre que el ciudadano checo no es el padre biológico del niño o si este mismo niega la paternidad.

### Por determinación de paternidad
En el caso de un niño nacido fuera del matrimonio, cuya madre se encuentre soltera o esté casada con un extranjero, pero que su padre biológico sea ciudadano checo, la situación es la siguiente:
- El niño adquiere la ciudadanía checa mediante la determinación de la paternidad (la ciudadanía se adquiere en la fecha de decisión del tribunal):
- Tras una declaración consensuada de los padres sobre la paternidad del ciudadano checo ante un tribunal o ante la Oficina de Registro. Esto se aplica solo si la madre es ciudadana de otro Estado miembro de la Unión Europea/Espacio Económico Europeo o de Suiza, o si es residente permanente en Chequia, indigente o apátrida.
- Si la madre no pertenece a ninguno de los grupos mencionados anteriormente, también se requiere que los padres del niño demuestren la paternidad mediante una prueba de ADN.

### Por adopción
Un niño adquiere la ciudadanía checa por adopción si al menos uno de sus padres adoptivos es ciudadano checo y la decisión sobre la adopción fue emitida por una autoridad de la República Checa. La adquisición se hace efectiva en la fecha de la decisión sobre la validez legal de la misma.
Si la decisión sobre la adopción fue emitida por una autoridad de un país extranjero y uno de los padres adoptivos es ciudadano de la República Checa, el niño adquiere la ciudadanía checa en la fecha de la decisión sobre la validez legal de la adopción si esta fue reconocida por un tribunal competente de la República Checa, en virtud de la Ley de Derecho Internacional Privado.

### Por naturalización
Un individuo puede solicitar la nacionalidad checa si cumple con los siguientes requisitos:
1. Estar integrado en la sociedad checa, en particular en lo que respecta a la integración desde el punto de vista familiar, laboral o social.
2. No representar una amenaza para la seguridad del Estado, su soberanía e integridad territorial, su sistema político democrático y la vida, salud o propiedad de sus ciudadanos.
3. En la fecha de presentación de la solicitud, haber residido continuamente en la República Checa con un permiso de residencia permanente:
- Desde hace al menos cinco años;
- Desde hace al menos tres años, si el solicitante es ciudadano de otro país miembro de la Unión Europea/Espacio Económico Europeo o de Suiza; o
- Por un período que, junto con la residencia legítima inmediatamente anterior en Chequia, totalice al menos diez años.

4. Probar que realmente ha estado viviendo en Chequia durante al menos la mitad del período de residencia especificado anteriormente. Este período también incluye estancias cortas fuera de la República Checa, siempre que los períodos de ausencia no hayan excedido los dos meses consecutivos o, por razones graves, seis meses consecutivos (una razón grave se considera, en particular, el embarazo y el nacimiento de un niño, enfermedad grave, estudios, formación profesional o un viaje de negocios).
5. Un solicitante mayor de 15 años, también debe cumplir con las siguientes condiciones:
- No haber sido condenado por un delito intencional o un acto negligente con juicio final y concluyente; y
- Demostrar que, si ha vivido en Chequia por menos de diez años, que en el país del cual es ciudadano (a menos que haya recibido protección internacional en Chequia en forma de asilo o protección adicional), o en el país en el cual ha vivido continuamente durante más de seis meses en los últimos diez años, después de cumplir los 15 años de edad, nunca ha recibido una sentencia de prisión incondicional final por un delito involuntario o intencional.

6. Demostrar conocimiento del idioma checo.
7. Demostrar un conocimiento básico del sistema constitucional de la República Checa y una comprensión básica de la cultura, sociedad, geografía e historia nacional.
8. En los tres años anteriores a la presentación de la solicitud, no haber incumplido de manera grave su obligación derivada de otras reglamentaciones legales sobre extranjeros que ingresan y viven en Chequia, seguro público de salud, seguridad social, seguro de pensiones, empleo, impuestos, impuestos especiales, contribuciones y honorarios, manutención de los hijos con respecto a un niño con residencia permanente en Chequia u obligaciones de derecho público para el municipio en el que se está registrado para vivir si las obligaciones son impuestas por el municipio en el ámbito de sus poderes autónomos.
9. Demostrar el monto o la fuente de sus ganancias, o cumplir con la obligación de informar la importación de objetos de valor cuando se cruzó la frontera o la transferencia de fondos sin efectivo desde el extranjero y haber pagado el impuesto adeudado de sus ingresos declarados, a menos que esta obligación sea cumplida por otra persona de acuerdo con una regulación legal diferente. El solicitante está obligado a demostrar estos hechos durante los tres años anteriores a la fecha de presentación de la solicitud.
10. Demostrar que su estadía en Chequia durante los últimos tres años anteriores a la fecha de presentación de la solicitud no cargó sustancialmente y sin ninguna razón de peso el sistema de apoyo social del Estado o el sistema de asistencia en caso de necesidad material.
Una pareja casada puede presentar una solicitud de ciudadanía conjunta, en la que puede incluir a sus hijos.
La solicitud de ciudadanía de un menor de edad que sea mayor de 15 años, debe ir acompañada de su propio consentimiento con una firma notariada, la cual no es necesaria si el menor expresa su consentimiento y firma la solicitud personalmente ante la autoridad administrativa donde la misma fue presentada.
La ley de nacionalidad checa permite la concesión simplificada de la ciudadanía a las personas que tengan un permiso de residencia permanente en Chequia y cuya naturalización supone un beneficio significativo para el país en el ámbito científico, cultural, deportivo, humanitario, etcétera. El solicitante solo debe cumplir con el requisito de naturalización número 5 (antecedentes penales limpios).
Si el Ministerio del Interior rechaza la solicitud de ciudadanía, el solicitante puede presentar una nueva solicitud a más tardar dos años después de la fecha en la que la anterior fue rechazada. Esto no se aplicará si, en el momento del rechazo de la solicitud, la persona era menor de edad, o si, mientras tanto, ha cumplido la condición cuyo incumplimiento fue el motivo del rechazo de la solicitud.

#### Exención de ciertos requisitos
Se puede prescindir del requisito de naturalización número 3, si la persona tiene un permiso de residencia permanente y:
- Nació en el territorio de la República Checa;
- Es o fue ciudadana de la República Checa o de la República Socialista Checa o, antes de 1968, fue ciudadana de la República Checoslovaca o de la República Socialista de Checoslovaquia;
- Al menos uno de sus padres es ciudadano de la República Checa;
- Fue adoptada, después de haber cumplido los 18 años, por al menos un ciudadano checo;
- Su cónyuge o pareja registrada, con quien vive en el mismo hogar, es ciudadano de la República Checa;
- Tiene un permiso de residencia permanente en Chequia por razones humanitarias o por otras razones dignas de consideración especial, o si su permanencia en el territorio de la República Checa supone un interés para dicho país;
- Es menor de 18 años de edad en la fecha de solicitud; o
- No tiene hogar o se le ha otorgado protección internacional en Chequia en forma de asilo, si la decisión que otorga esta forma de protección internacional sigue siendo válida.

Se puede prescindir del requisito de naturalización número 4, si la persona tiene un permiso de residencia permanente y:
- Su cónyuge o pareja registrada, con quien vive en el mismo hogar, es ciudadano de la República Checa; o
- Es menor de 18 años de edad en la fecha de solicitud.

Se puede prescindir de los requisitos de naturalización 6 y 7 por razones dignas de consideración especial.
Se puede prescindir del requisito de naturalización número 8 si el solicitante posee un permiso de residencia permanente y ha eliminado el daño causado o ha tomado medidas para eliminarlo.
Se puede prescindir del requisito de naturalización número 10 por razones dignas de consideración especial, a saber, el hecho de que el solicitante no tenga hogar o que se le haya otorgado protección internacional en Chequia en forma de asilo o protección complementaria.

### Por declaración
Se puede adquirir la ciudadanía checa por declaración en los siguientes casos:
- Un individuo que haya perdido su ciudadanía checa o checoslovaca antes de la fecha de entrada en vigor de la actual ley de nacionalidad (1 de enero de 2014), a menos que haya perdido su ciudadanía checoslovaca de conformidad con los Decretos Constitucionales del Presidente de la República sobre la ciudadanía de los alemanes y húngaros étnicos, o con el Acuerdo entre la República Checoslovaca y la Unión de Repúblicas Socialistas Soviéticas sobre la Rutenia subcarpática, o si no es un ciudadano checoslovaco que se convirtió o se hubiera convertido, el 1 de enero de 1969, en ciudadano de la República Socialista Eslovaca y que ha seguido siendo ciudadano eslovaco.
- Una persona que al menos uno de sus padres o abuelos sea o haya sido ciudadano checo o checoslovaco (de conformidad con el ítem anterior), a menos que, en el momento de la declaración, sea ciudadana de la República Eslovaca.
- Un exciudadano checoslovaco que, antes de su partida al extranjero, tenía residencia permanente en el territorio de la República Checa o de la República Socialista Checa, a menos que, al momento de la declaración, sea ciudadano de la República Eslovaca.
- Un individuo que era ciudadano de la República Federal Checa y Eslovaca al 31 de diciembre de 1992, y no era ciudadano checo o de la República Eslovaca. La adquisición de la ciudadanía checa de esta manera no está permitida para personas que sean ciudadanas de la República Eslovaca en la fecha de la declaración. La disposición eslovaca que permitía esta concesión expiró en 1993.
- Un individuo que sea descendiente directo de un exciudadano de conformidad con el ítem anterior, si es que no era ciudadano checo o de la República Eslovaca. Un niño también puede ser incluido en la declaración.
- Una persona nacida entre el 1 de octubre de 1949 y el 7 de mayo de 1969 fuera del territorio de la República Checoslovaca, que al menos uno de sus padres fuera ciudadano checoslovaco el día de su nacimiento y que se convirtió o se hubiera convertido en ciudadano checo a partir del 1 de enero de 1969. Esta disposición expiró el 1 de enero de 2015.
- Una persona que haya recibido un certificado de ciudadanía checa por incompetencia de la autoridad respectiva y que permaneció, de buena voluntad, convencida de que era ciudadana de la República Checa, y siempre que dicho certificado no haya sido abolido en el período de diez años después de su fecha de emisión.
- En principio, se podía adquirir la ciudadanía checa por declaración cumpliendo ciertos requisitos, a más tardar tres años después de haber cumplido los 18 años. Desde el 1 de enero de 2015, si la persona tiene más de 21 años y cumple con las mismas condiciones, también puede hacer la declaración. Los requisitos son los siguientes:

1. Tener residencia permanente en Chequia.
2. Haber residido legalmente, al menos desde la edad de 10 años hasta la fecha de la declaración, por al menos dos tercios del tiempo en el territorio de la República Checa.
3. Tener antecedentes penales limpios.

### En relación con hogares de acogida
Un niño que resida legalmente en Chequia, puede adquirir la ciudadanía checa si se encuentra en un hogar de acogida. Los niños nacidos en el territorio de la República Checa que permanecen legalmente en dicho territorio, siguen siendo personas sin hogar desde su nacimiento y se encuentran en hogares de acogida, también pueden adquirir la ciudadanía.

## Juramento de ciudadanía
El solicitante se convierte en ciudadano checo el día que hace el juramento de ciudadanía, el día que entre en vigor la decisión de prescindir del mismo, o el día en el que el representante legal de un niño menor de 15 años de edad reciba la aceptación de otorgar la ciudadanía al niño.

El juramento de ciudadanía dice:
Por la presente declaro solemnemente mi lealtad a la República Checa y prometo cumplir con su Constitución y sus otras leyes.
El juramento de ciudadanía es hecho por un ciudadano que ya ha cumplido los 15 años. El solicitante puede hacer el juramento a más tardar doce meses a partir de la fecha en la que recibió el llamado para hacerlo. Si no se hace dentro de este período, el Ministerio del Interior dará por concluido el procedimiento mediante una resolución y anulará la decisión sobre la concesión de la ciudadanía checa. Dicho ministerio puede prescindir del juramento de ciudadanía por razones dignas de consideración especial.

## Emigrantes
Durante la era comunista (1948-1989), cientos de miles de checoslovacos emigraron hacia otros países de Occidente. El régimen castigó a los emigrantes eliminándoles su ciudadanía checoslovaca, junto con la confiscación de bienes y sentencias de prisión in absentia. Desde la Revolución de Terciopelo de 1989, muchos emigrantes exigieron que se les restableciera su ciudadanía. Entre 1999 y 2004, una medida especial les permitió recuperarla, pero algunas personas se aprovecharon de esta ley, y la ciudadanía se les otorgó en vez de haber sido restaurada, obteniendo así la doble nacionalidad. Algunas personas de Rumania y de la región de Volinia también obtuvieron la ciudadanía.

## Pérdida de la ciudadanía
La pérdida involuntaria de la ciudadanía checa está constitucionalmente prohibida. Sin embargo, un individuo puede hacer una declaración de renuncia a la ciudadanía checa si cumple con las siguientes condiciones:
- Residir permanentemente en el extranjero.
- No estar registrado para la residencia permanente en Chequia.
- Ser simultáneamente ciudadano de otro país o haber solicitado su ciudadanía.

Un niño también puede ser incluido en la declaración de renuncia.

## Comprobación de la ciudadanía

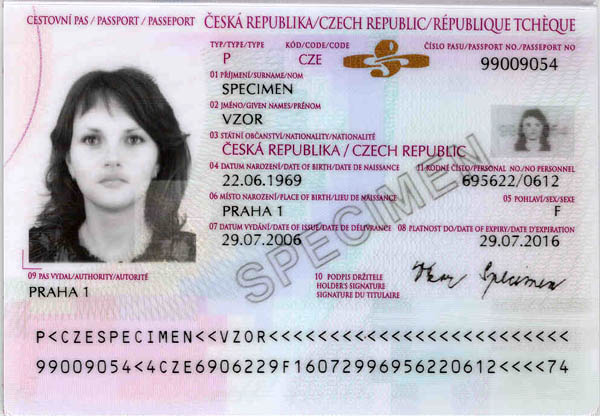
Página de información de un pasaporte checo

La ciudadanía checa puede ser probada por:
- Un documento nacional de identidad;
- Un documento de viaje, por ejemplo, un pasaporte checo;
- Un certificado de hace menos de un año; o
- Un certificado de adquisición o concesión de la ciudadanía checa de hace menos de un año.

## Doble nacionalidad
Desde 2014, la República Checa permite la doble nacionalidad. Siempre y cuando la ley de nacionalidad del otro país lo permita, un nacional checo puede adquirir una ciudadanía extranjera y conservar la checa, y un extranjero puede obtener la nacionalidad checa sin perder su nacionalidad de origen. Algunos países no permiten la doble ciudadanía. Por ejemplo, si una persona adquirió las nacionalidades checa y japonesa por nacimiento, debe declarar ante el Ministerio de Justicia japonés, antes de cumplir los 22 años, qué ciudadanía desea conservar. El gobierno checo mantiene un registro de aquellos nacionales que poseen una nacionalidad concurrente además de la checa.

## Ciudadanía de la Unión Europea
Debido a que la República Checa forma parte de la Unión Europea (UE), los ciudadanos checos también son ciudadanos de la misma según el derecho comunitario y, por lo tanto, gozan del derecho a la libre circulación y de la posibilidad de votar en las elecciones al Parlamento Europeo. Cuando se encuentren en un país extracomunitario, en el cual no exista ninguna embajada checa, tienen derecho a obtener la protección consular de la embajada de cualquier otro Estado miembro de la UE presente en ese país. También pueden vivir y trabajar en cualquier otro país miembro como resultado del derecho de libre circulación y residencia, otorgado en el artículo 21 del Tratado de Funcionamiento de la Unión Europea.

## Requisitos de visado

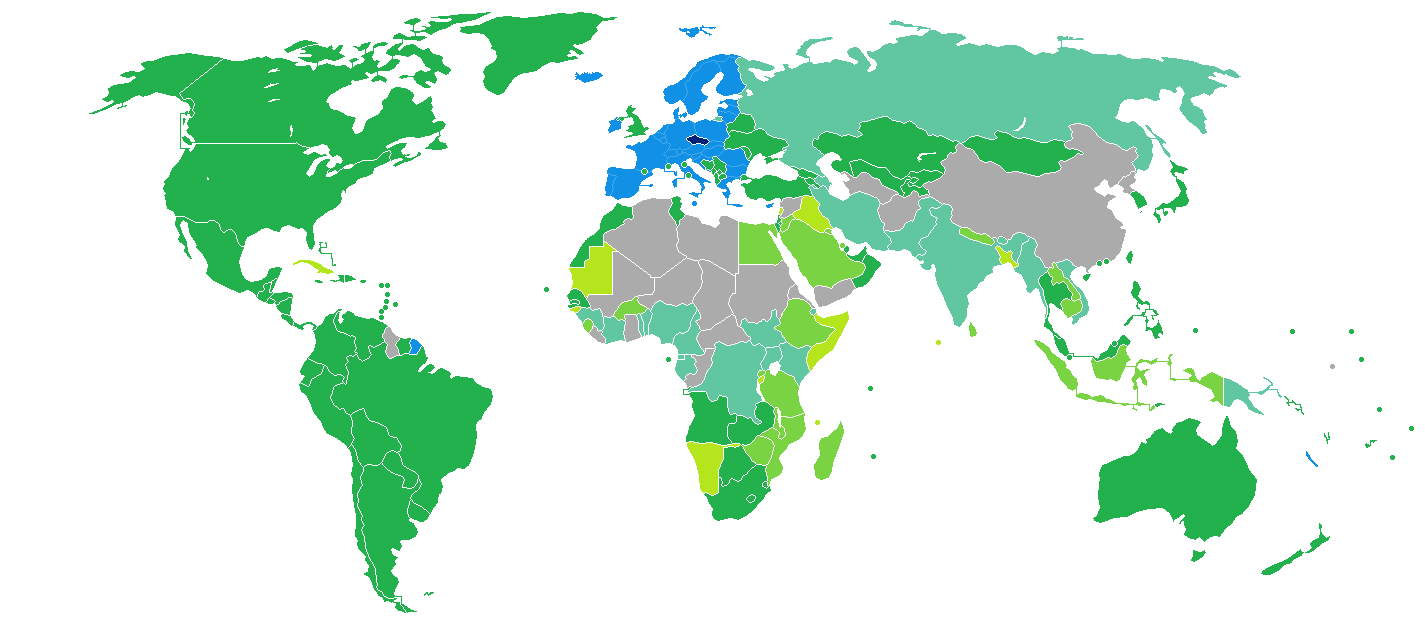
República Checa
Libre movimiento
No se requiere visa
Visa a la llegada
Visa electrónica
Visa disponible tanto a la llegada como en línea
Se requiere visa antes de la llegada

Los requisitos de visado para ciudadanos checos son las restricciones administrativas de entrada por parte de las autoridades de otros Estados a los ciudadanos de la República Checa. En 2023, los ciudadanos checos tenían acceso sin visado o visa a la llegada a 187 países y territorios, clasificando al pasaporte checo en el séptimo lugar del mundo, según el Índice de restricciones de Visa.